# Wild Bunch (azienda)
La Wild Bunch S.A. è una società di distribuzione cinematografica tedesca.
Originariamente nata come divisione di StudioCanal, ha prodotto film come La terra dei morti viventi e Southland Tales - Così finisce il mondo. Hanno inoltre prodotto Sogni e delitti, Vicky Cristina Barcelona e Whatever Works - Basta che funzioni di Woody Allen, e Che - L'argentino di Steven Soderbergh.
La Wild Bunch ha anche co-prodotto con la Fox Searchlight Pictures il film The Wrestler e Mr. Nobody con la Pan-Européenne e Pathé.

## Filmografia parziale
- Nessuno di speciale (Mainstream), regia di Gia Coppola (2020)
- Oxygène, regia di Alexandre Aja (2021)
- La scelta di Anne - L'Événement (L'Événement), regia di Audrey Diwan (2021)